# (3715) Štohl
(3715) Štohl est un astéroïde de la ceinture principale.

## Description
(3715) Štohl est un astéroïde de la ceinture principale. Il fut découvert le 19 février 1980 à l'Observatoire Kleť par Antonín Mrkos. Il présente une orbite caractérisée par un demi-grand axe de 2,32 UA, une excentricité de 0,10 et une inclinaison de 5,9° par rapport à l'écliptique.

## Compléments